# True Love (Pink)
True Love è un singolo della cantautrice statunitense Pink, pubblicato il 15 luglio 2013 come quarto estratto dal sesto album in studio The Truth About Love.

## Video musicale
Il 12 settembre 2012 è stato pubblicato un lyric video. Esso ha come sfondo un pannello rosso, mentre in rilievo appare il testo in nero ed in bianco. In vista della pubblicazione del singolo, il 30 giugno 2013 è invece stato pubblicato il videoclip ufficiale sul canale VEVO della cantante. Nel video figurano anche la figlia di due anni della cantante e il marito.

## Classifiche
| Classifica (2013) | Posizione massima |
| ----------------- | ----------------- |
| Australia         | 5                 |
| Austria           | 30                |
| Belgio (Fiandre)  | 53                |
| Belgio (Vallonia) | 44                |
| Canada            | 20                |
| Francia           | 52                |
| Germania          | 43                |
| Irlanda           | 23                |
| Nuova Zelanda     | 14                |
| Paesi Bassi       | 57                |
| Regno Unito       | 16                |
| Repubblica Ceca   | 5                 |
| Slovacchia        | 10                |
| Stati Uniti       | 53                |
| Svizzera          | 50                |